# Поремба-Гурна
Поремба-Гурна (пол. Poręba Górna) — село в Польщі, у гміні Вольбром Олькуського повіту Малопольського воєводства.
Населення — 490 осіб (2011).
У 1975-1998 роках село належало до Катовицького воєводства.

## Демографія
Демографічна структура станом на 31 березня 2011 року:
|          | Загалом | Допрацездатний вік | Працездатний вік | Постпрацездатний вік |
| -------- | ------- | ------------------ | ---------------- | -------------------- |
| Чоловіки | 245     | 36                 | 175              | 34                   |
| Жінки    | 245     | 41                 | 141              | 63                   |
| Разом    | 490     | 77                 | 316              | 97                   |